# Старопланинская зона

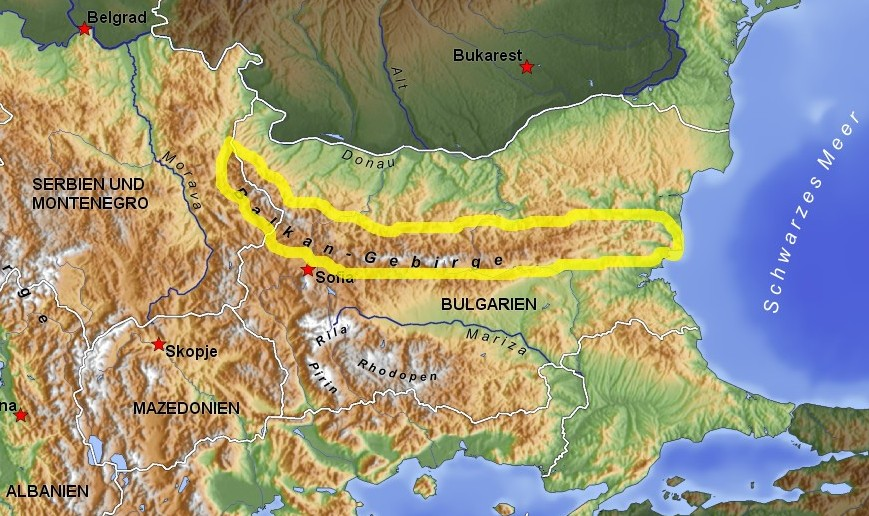
Балканский полуостров

Старопланинская зона — одна из физико-географических зон Болгарии. Старопланинская природно-географическая область расположена почти в центре Болгарии и представляет собой сложную систему горных цепей и хребтов. Относится к Альпийско-Гималайской горной системе молодых гор. Учитывая расположение, высоту и большую протяжённость этих горных цепей, можно считать, что это своего рода естественная граница между северной и южной Болгарией. Благодаря своим природным ресурсам этот регион определяет значительную часть природно-ресурсного потенциала страны.